# Ouled Riyah
Ouled Riyah, ou Ouled Riah, est une commune de la wilaya de Tlemcen en Algérie.

## Géographie

### Situation
Le territoire de la commune d'Ouled Riyah est situé au centre-nord de la wilaya de Tlemcen. Son chef-lieu, Beni Yacoub, est situé à environ 18 km à vol d'oiseau au nord-ouest de Tlemcen.
| Fellaoucene      | Fellaoucene, Zenata | Zenata      |
| Aïn Fetah        | Ouled Riyah         | Zenata      |
| Hammam Boughrara | Sabra               | Beni Mester |

### Localités de la commune
En 1984, la commune d'Ouled Riyah est constituée à partir des localités suivantes :
- Ouled Riyah
- Béni Yacoub (chef-lieu)
- Ouled Kaddour
- Tenouga
- Attatra
- Aïn Romana
- Ouled Benzaher

## Démographie
Selon le recensement général de la population et de l'habitat de 2008, la population de la commune de Ouled Riyah est évaluée à 4 329 habitants contre 3 973 en 1998, c'est l'une des communes les moins peuplées de la wilaya de Tlemcen.